# HMS A3
HMS A3 – brytyjski okręt podwodny typu A. Zbudowany w latach 1902–1904 w Vickers w Barrow-in-Furness. Okręt został wodowany 9 marca 1903 roku i rozpoczął służbę w Royal Navy 13 lipca 1904 roku.
2 lutego 1912 roku okręt zderzył się w czasie wynurzania ze statkiem bazą HMS Hazard (1894) u wybrzeży wyspy Wight. W wyniku zatonięcia cała załoga okrętu zginęła. Okręt został wydobyty i posłużył jako statek cel. 12 maja 1912 roku został zatopiony u wybrzeży wyspy Portland.